# Aplocheiloidei
Sous-ordre
Aplocheiloidei est un sous-ordre de poissons de l'ordre des cyprinodontiformes.

## Liste des familles
D'après Fishes of the World (4e édition) et NCBI, il y a trois familles :
- famille Aplocheilidae Bleeker, 1860
- famille Nothobranchiidae
- famille Rivulidae